# Handschrift 1590

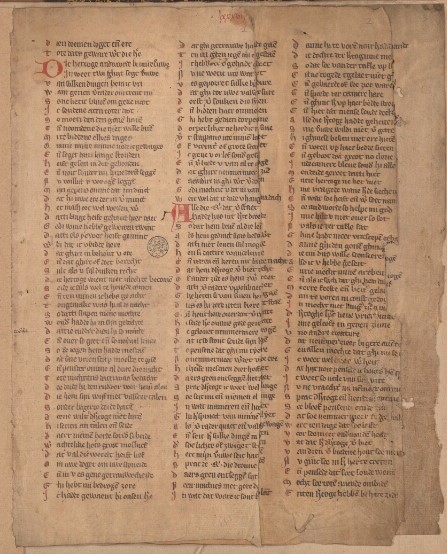
Fragment uit de Borchgravinne van Vergi. Middelnederlands verzamelhandschrift 1590, vervaardigd in Vlaanderen, 2e helft 14e eeuw.

Handschrift 1590 is de naam van een Middelnederlands verzamelhandschrift dat bewaard wordt in de Universiteitsbibliotheek Gent.

## Het handschrift
Drie bladen uit het verzamelhandschrift 1590 in drie kolommen, dat blijkens de bewaarde foliëring ten minste 90 bladen heeft geteld, zijn een voorbeeld van een Middelnederlands verzamelhandschrift dat ouder is dan het bekende Handschrift-Van Hulthem. Die drie bladen bevatten Van der zielen ende van den lichame, een bewerking van de Visio Philiberti, toegeschreven aan Walter Map, eveneens voorkomend in het handschrift-Van Hulthem en een fragment van De borchgravinne van Vergi, evenwel in een andere bewerking dan in dit laatste handschrift. Het volledige handschrift 1590 werd vervaardigd in Vlaanderen, in de tweede helft van de veertiende eeuw. De drie overgebleven folio's perkament bedragen een afmeting van 305mm op 255mm.

## Inhoud
Belangrijk voor dit handschrift is vooral de toevoeging van de Borchgravinne van Vergi, een Middelnederlandse ridderroman die rond 1315 werd geschreven, en die we voor de rest enkel kennen uit een Brussels handschrift. Over de andere twee teksten is helaas weinig geweten.